# Philippe Sisbane
Philippe Sisbane, né à Dijon, est un réalisateur, scénariste et producteur français.

## Biographie
Originaire de Nice, Philippe Sisbane réalise adolescent de nombreux films d'animation et autres courts métrages d'inspiration fantastique, en format super 8, qui connaissent une modeste diffusion dans les salles du Vieux-Nice. Il s’installe à Paris à 18 ans pour y étudier l’histoire de l’art et le cinéma à l’Université de Paris VIII sous la houlette de Jean Narboni. Titulaire d’une maîtrise de cinéma, il travaille comme assistant de production puis comme monteur. Il écrit et réalise alors plusieurs courts métrages en 16 mm puis en 35 mm, avec Michel Galabru, Franck Dubosc, Caroline Tresca, Stéphane Guillon, Jean-Paul Muel…, que Pierre Braunberger et Jean Rouch diffusent à la Cinémathèque Française.
Il est alors producteur de trois émissions de radio : une première de juin à septembre 1983 dans une radio libre du Vieux-Nice (trois heures quotidiennes). Deux autres séries d'émissions sont produites en 1986, à Paris, sur les ondes d'Aligre FM (alors Radio Aligre) : l'une sur la vie de Walt Disney, l'autre sur les contes de fées européens (ce dernier programme étant destiné aux jeunes auditeurs).
En 1994, il réalise Doudou perdu avec Roger Carel et la participation d’Ivry Gitlis. Co-écrit avec Franck Dubosc, ce court métrage fait parler de lui et reçoit plusieurs prix dans différents festivals. En 1996, un autre court métrage, Post-Scriptum, est tourné avec Roger Carel. En 1997, il réalise un documentaire aux États-Unis : Quelques jours à San Francisco (52 min) avec Abdelatif Benazzi et l’équipe des San Francisco 49ers. 
En 2002, il tourne un moyen métrage fantastique, : Le Coma des Mortels (42 min) avec Roger Carel et Alexandre Cross. Achevé en 2004, ce film sera distribué en salles, avec un documentaire sur son tournage, Le hors-champ,, réalisé par Mathilde Morières et Camille Delamarre.
En 2014, Philippe Sisbane termine un long métrage, Félix et les Loups, comédie conspirationniste tournée à Nice, avec Julien Baumgartner, Patrick Messe, Claire Cahen et Alexis Gilot, dans un registre proche du réalisme magique.
Parallèlement, il expose des séries de travaux photographiques et intervient en tant que script doctor sur plusieurs scénarios de longs métrages français. Depuis 2005, il enseigne le Management de la créativité à CentraleSupélec (Châtenay-Malabry puis Saclay) et le cinéma dans un BTS audiovisuel.
En 2020, il rencontre l'auteur Alain Pozzuoli (Bram Stoker, dans l'ombre de Dracula ; Dictionnaire insolite de l'Irlande), et co-écrit avec lui un ouvrage intitulé 101 chansons de films, publié en mai 2021 aux éditions du Layeur. Il récidive avec le même coauteur en septembre 2022 pour Les OFNI du cinéma fantastique et de S. F. aux éditions Terre de Brume. 
Encouragé par l'éditeur Bernard de Fallois, il finalise un premier roman rédigé lors d'une résidence d'écriture à La Maison de Chateaubriand (92) qui paraît en mai 2023, co-édition Infimes et Scenent : L'hypothèse du quai de Conti, un polar scientifique partiellement inspiré des souvenirs de sa grand-mère, résistante à Paris et agent de liaison dans l'Yonne (Quarré-les-Tombes), sous l'occupation.

## Filmographie

### Long métrage
- 2014 : Félix et les Loups (sortie en salles le 29 octobre 2014)[24].

### Courts métrages
- 1985 : Les Naïfs
- 1986 : Les Gémeaux
- 1988 : Mon père : Victor F.
- 1989 : Des yeux couleur du temps
- 1991 : De l'autre côté du parc
- 1994 : Doudou perdu
- 1995 : Post-scriptum
- 2004 : Le Coma des Mortels (sortie en salles le 7 avril 2004)
- 2018 : Première neige
- 2019 : Mémé
- 2020 : Secret jardin
- 2022 : Le cousin de l'infirmière
- 2023 : Une promesse à tenir
- 2024 : Sans traces légales

### Documentaire
- 1996 : Quelques jours à San Francisco

## Publications
- 10 chapitres du CineGameBook (sous la direction de Pierre Murat), Éditions Assouline, 2004.
- Fiches cinéma dans Le guide Cinéma Édition 2009 (sous la direction de Pierre Murat), Télérama hors-série, 2009.
- 101 chansons de films (avec Alain Pozzuoli), Éditions du Layeur, 2021.
- Les OFNI du cinéma fantastique et de S. F. (avec Alain Pozzuoli), Éditions Terre de Brume, 2022.
- L'hypothèse du quai de Conti, co-édition Infimes et Scenent, 2023